# Geai indigo
Cyanolyca viridicyanus
Espèce
Synonymes
- Cyanolyca viridicyana

Statut de conservation UICN

 NT  : Quasi menacé
Le Geai indigo (Cyanolyca viridicyanus) est une espèce d'oiseaux de la famille des Corvidae.

## Répartition
Cette espèce vit dans les forêts de la cordillère des Andes, au Pérou et en Bolivie.